# Alina Litwinenko
Alina Sergejewna Litwinenko (russisch Алина Сергеевна Литвиненко, englisch Alina Sergeevna Litvinenko; * 17. Dezember 1995 in Bischkek) ist eine kirgisische Fußballspielerin, die derzeit beim kasachischen Erstligisten BIIK Kazygurt unter Vertrag steht.
Die Stürmerin kam am 11. August 2012 im Alter von 16 Jahren und 238 Tagen erstmals für den Verein aus Schymkent in einem europäischen Wettbewerb zum Einsatz. Beim 3:0-Sieg über den estnischen Verein JK Vaprus Pärnu wurde sie in der 57. Minute eingewechselt und erzielte ab der 83. Minute innerhalb von elf Minuten einen Hattrick.
Spätestens am 25. April 2009 kam Litwinenko zu ihrem ersten Einsatz für die kirgisische A-Nationalmannschaft. Bei der 1:7-Niederlage gegen Jordanien in der Asienmeisterschafts-Qualifikation stand sie im Alter von 13 Jahren und 129 Tagen über die volle Spielzeit auf dem Platz. Zwei Tage später erzielte Litwinenko beim 4:1-Sieg über Palästina drei Treffer. In der Datenbank der Rec.Sport.Soccer Statistics Foundation wird sie damit als jüngste bekannte Torschützin in einem Fußballländerspiel aufgeführt. 2009 bestritt sie zudem mindestens vier weitere Länderspiele.